# 民暴の帝王
『民暴の帝王』（みんぼうのていおう）は、1993年6月12日公開の日本映画である。

## 概要
前年の『修羅の伝説』製作時に東映本社営業部は「小林旭ではお客がこない」と難色を示したが、岡田茂東映社長から「旭は財産やから、来年の企画を何か考えろ」と鶴の一声があり、『修羅の伝説』と同じく、小林旭主演、和泉聖治監督で製作された。『キネマ旬報』1994年2月下旬号によれば、他のヤクザ映画『極東黒社会』・『修羅場の人間学』と同様に興行は失敗し、東映はヤクザ映画の製作を根本的に見直すことになった。半面、ビデオは高収益で5万本売れたといわれる。

## キャスト
- 江田晋：小林旭
- 山本雄也：名高達男
- 青山忠彦：坂上忍
- 林恵美：七瀬なつみ
- 逢坂しのぶ：二宮さよ子
- 江田恭子：桜町弘子
- 角川小夜：芦川よしみ
- ヒロミ：矢木沢まり
- 中江清正：本田博太郎
- 角川孝：成瀬正孝
- 落合豪：片桐竜次
- 岩船市郎：椎谷建治
- 松石友行：小泉雄二
- 宮脇研三：野口貴史
- 山本勇：丹波哲郎
- 桜木喜一：川地民夫
- 広瀬八郎：曽根晴美
- 秋田雅司：高松英郎
- ゴルフコンペ司会者：谷幹一
- 堀切裕司：三上真一郎
- 五代博久：品川隆二
- 茂木信夫：中尾彬
- 斉藤虎男：清水綋治
- 有働吉之助：長門裕之
- 灰原剛：菅原文太
- 別役直人：渡瀬恒彦

## スタッフ
- 監督：和泉聖治
- 企画：佐藤雅夫
- 製作：俊藤浩滋、高岩淡
- プロデューサー：厨子稔雄、妹尾啓太
- 脚本：高田宏治
- 原作：溝口敦
- 撮影：東原三郎
- 美術：吉田孝、野尻均、赤塚訓
- 照明：増田悦章
- 音楽：coba
- 音楽プロデューサー：石川光
- 録音：芝氏章、玉木濬夫
- 助監督：南光
- スチール：中山健司
- 配給：東映

## 作品の評価

### 批評家評
『AVジャーナル』は「政治スキャンダルを描くが、団体と登場人物が複雑すぎてさばき切れず、多くの人物が右往左往する。観客が東映ヤクザ映画に求めるものは普通の人が知らないヤクザの世界、ドスの効いたアクションと濡れ場のはずだ。短いアクションが4ヵ所、ばっちり濡れる濡れ場が1ヵ所、七瀬なつみの熱のこもった性演だけでは欲求不満になる。この不景気に求められているものは、ネチネチした政治家とヤクザの取り引きではなく、スカッーとしたアクションではないか。特殊な観客に限る場合を除き、政治と宗教は商品になりにくい」などと評した。

## ソフト状況
東映ビデオより1994年2月11日、レンタルビデオ発売。111分、価格16000円。セルビデオの発売は不明。